# Афонские подворья (Франция)

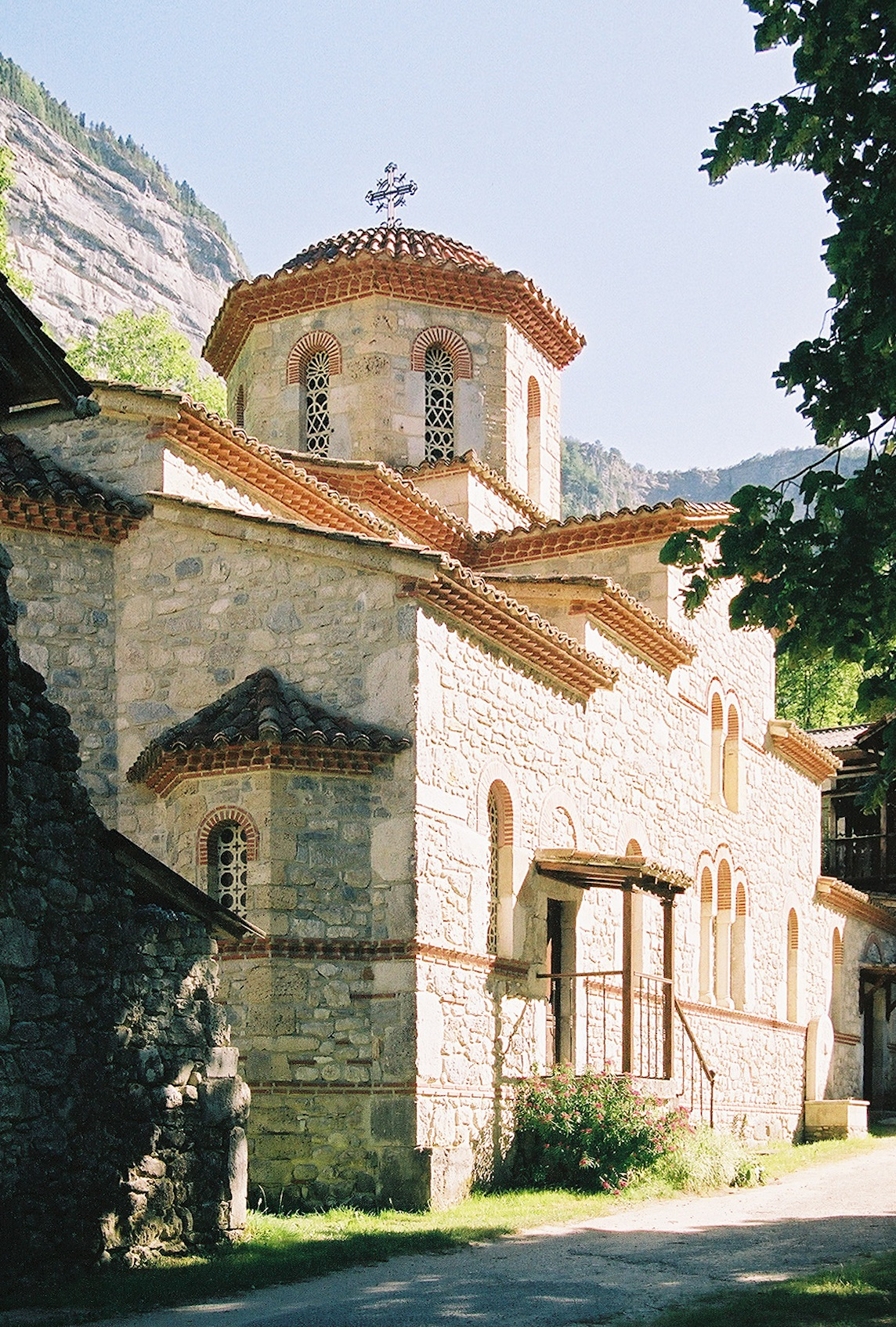
Церковь Святого Силуана Афонского в монастыре Святого Антония.

Афо́нские подво́рья во Фра́нции — православные мужские и женские общежительные монастыри-подворья (метохии) афонской обители Симонопетра, основанные её насельниками французского происхождения.
В настоящий момент в их число входят: мужской монастырь в честь преподобного Антония Великого в горном массиве Веркор (1978) со скитом преподобной Марии Египетской на острове Поркероль (1996) и два женских монастыря: Преображенский в Террассоне (1978) и Покровский в Солане (1985).
Богослужения в подворьях совершаются по афонскому уставу на французском языке. Находясь в прямом подчинении Симонопетра, подворья действуют по благословению и в юрисдикции митрополита Галльского. Единственным поминаемым на богослужении епископом является Патриарх Константинопольский, после него возносится имя симонопетрского настоятеля.

## История
Афонские подворья во Франции основали три французских насельника монастыря Симонопетра: иеромонахи Плакида (Дезей), Серафим (Пиотт) и Илия (Раго). До обращения в православие эти французы были монахами-цистерцианцами. Их присоединение к Православной церкви состоялось на Афоне через таинство крещения, совершённое над ними в 1977 году симонопетрским настоятелем архимандритом Емилианом (Вафидисом). Прожив на Святой горе около двух лет, они по благословению отца Емилиана вернулись во Францию для создания подворий Симонопетра.

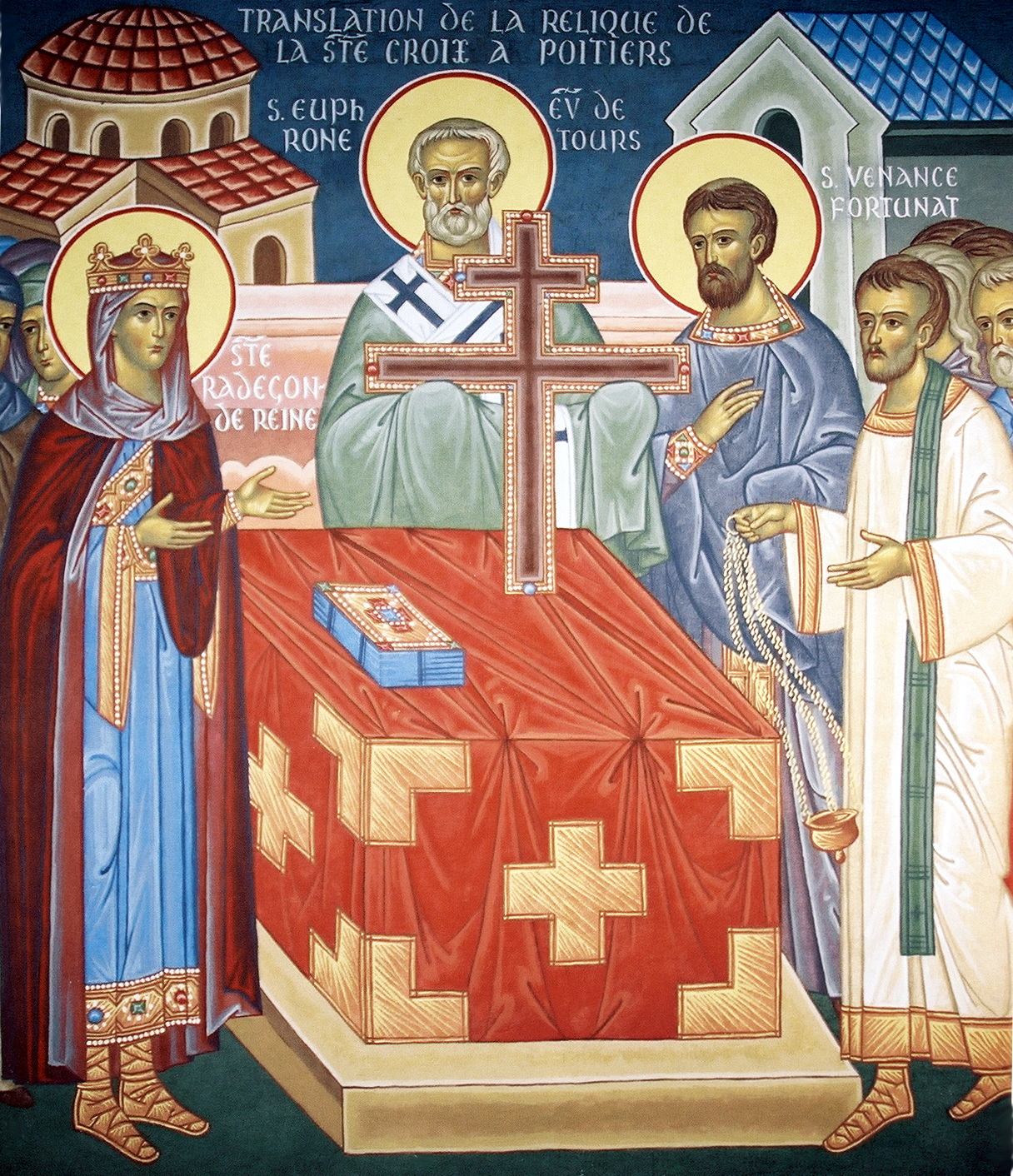
Фреска перенесения частицы Животворящего Креста в Пуатье в Антониевском монастыре.

В мае 1978 года иеромонах Илия (Раго) основал первое подворье в честь Преображения Господня в Мартеле (департамент Лот). Первая литургия в нём была отслужена 24 июня того же года. В 1990 году этот женский монастырь был вынужден переместиться в Террассон (Дордонь). Руководствуясь сознанием духовного преемства по отношению к древнему галльскому христианству, Преображенский монастырь приобрёл в собственность исторический памятник Террассона: пещеры святого Сура, основавшего в VI веке первый монастырь в этих местах. В Преображенском подворье принимают паломников, занимаются овцеводством, разведением грецкого ореха, производством варенья. Покровители монастыря: святитель Нектарий Эгинский, преподобный Симон Мироточивый, равноапостольная Мария Магдалина.
Отец Плакида и отец Серафим, прибыв в 1978 году во Францию, не сразу нашли место для своего монастыря. Они совершили паломничество к мощам святого Антония Великого в Сент-Антуан-л'Аббеи, где молились основателю монашества, пообещав в случае нахождения земельного участка посвятить новую обитель преподобному. Через несколько дней по возвращении на Афон они получили письмо, из которого стало известно, что им пожертвован участок земли под строительство православного монастыря. Этот участок находился в 30 км к югу от Сент-Антуан-л’Аббеи в ущелье Лаваль горного массива Веркор (коммуна Сен-Лоран-ан-Руайан). В этом месте было основано второе подворье Симонопетра, в этот раз мужское. Монастырь был посвящён святому Антонию, а покровителями подворья стали святой Нектарий Эгинский и святой Меморий Канозский, древний итальянский святой, почитание которого проникло в ущелье Лаваль из Бари. Первое богослужение в монастыре состоялось 14 сентября 1978 года. С тех пор обитель стала центром по систематической адаптации мелодий византийских песнопений к богослужебным текстам на французском языке.

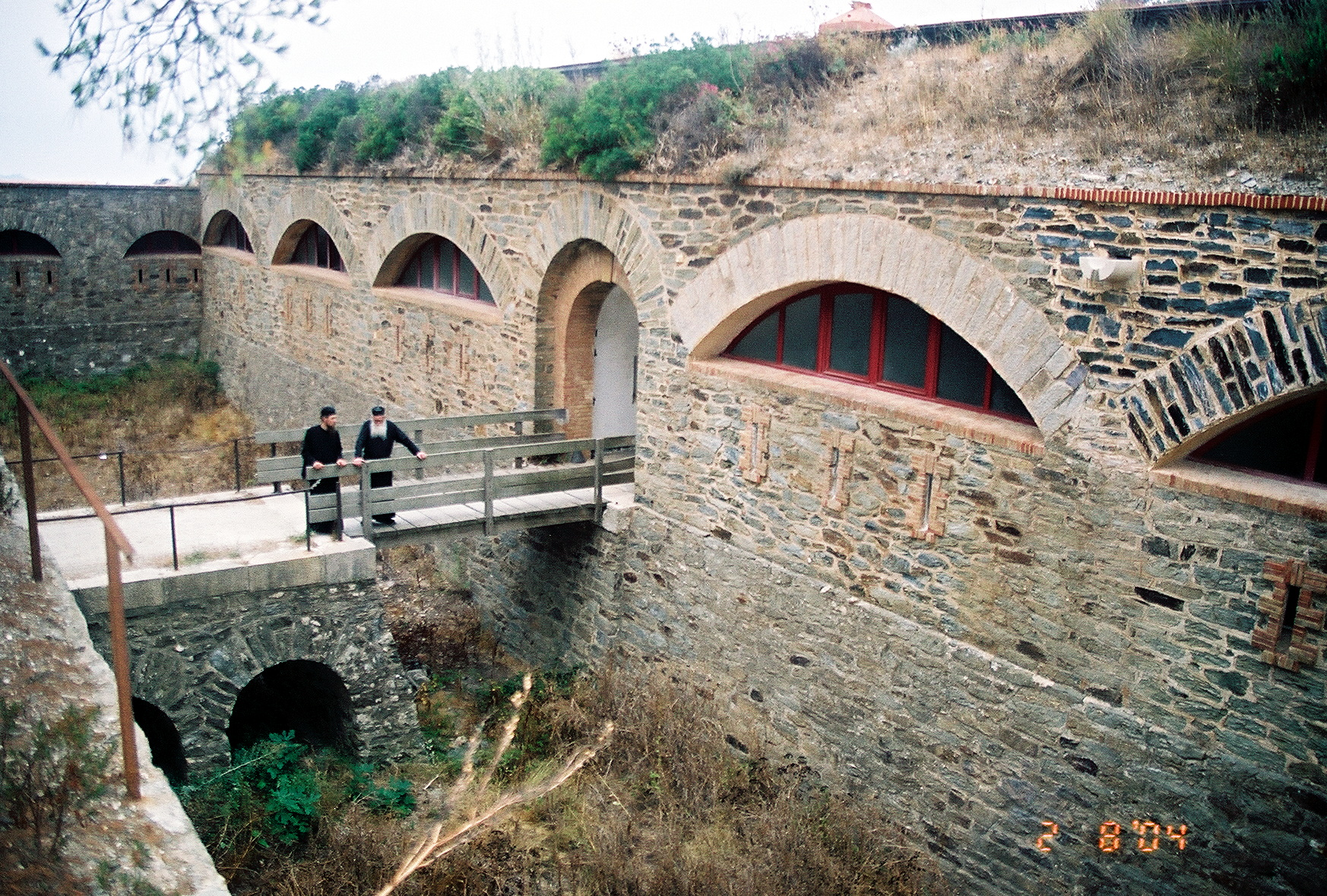
Скит святой Марии Египетской на Поркероле.

Устроив временную часовню и горя желанием положить начало монашеской жизни подворья на основании тысячелетней традиции Святой Горы, братья ежедневно совершали богослужения, восстанавливали и приводили в порядок помещения монастыря. Однако первыми, кто присоединился к монашескому братству французских афонитов, стали не мужчины, а женщины. В 1981 году при монастыре поселились три женщины, пожелавшие посвятить себя Христу. Осенью 1984 года они приняли монашеские постриги. Вскоре монастырь смог выкупить находящийся в трёх километрах от него (в том же ущелье, но ближе к Сен-Лорану) дом, в котором в июне 1985 года поселились пять сестёр. Так образовался женский монастырь Покрова Божией Матери.
В 1991 году в Покровской обители жили восемь монахинь и одна послушница. Расширить сестринский дом было невозможно из-за заповедной зоны ущелья. Поэтому после приобретения сельскохозяйственных угодий в Солане около города Юзес Покровский монастырь переместился туда. Восстановив старинную ферму, сёстры занялись экологическим земледелием. Монастырь стал производить различные вина, варенье, ладан и др.
В одной из своих бесед отец Плакида рассказал о сложностях дальнейшего развития, которые различаются в зависимости от региона расположения метохии. Так, вокруг Антониевского монастыря проживает в основном дехристианизированное население, в то время как в районе Солана христиан значительно больше. У Антониевского монастыря много сложностей с местной администрацией, налоги для него выше, чем для Покровской обители.
Несмотря на всевозможные преграды, братия монастыря в Веркоре построила в 1988—1990 году церковь в честь преподобного Силуана Афонского. Архитектурный облик храма сочетает в себе особенности византийского и романского стилей. Проект был разработан отцом Гильдой, одним из насельников монастыря. В 1992—1998 годах храм был расписан на безвозмездной основе московскими иконописцами Ярославом и Галиной Добрыниными (около 600 м2). В 1998 году благодаря католическому архиепископу Экс-ан-Прованса обители была передана частица мощей преподобного Антония Великого.
В это же время в Преображенском монастыре была возведена деревянная церквушка в румынском стиле.
В 1996 году отец Серафим стал жить уединённо на острове Поркероль (департамент Вар). Мэр острова предоставил ему бывший военный форт Покаяния (фр. Fort de la Repentance), использовавшийся по назначению только однажды во время Второй мировой войны. Архимандрит Серафим открыл в стенах форта скит в честь преподобной Марии Египетской, обустроив в одном из помещений небольшую церковь, расписанную Ярославом Добрыниным в 2006—2008 году.

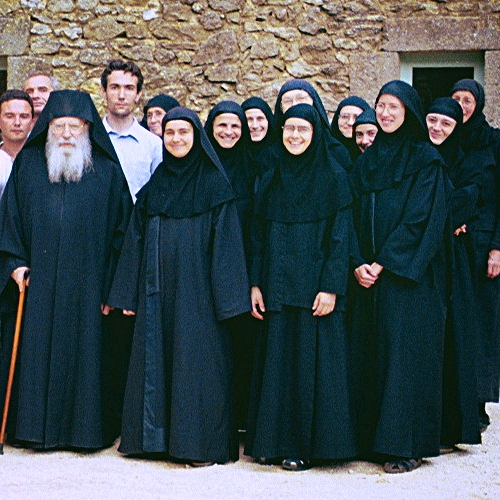
Отец Плакида с сёстрами Покровского монастыря.

## Современное состояние
Количество монашествующих в афонских подворьях во Франции:
- женский Преображенский монастырь — 6 сестёр и настоятель монастыря архимандрит Илия[1];
- мужской Антониевский монастырь — до 10 братий, часть которых проживает вне монастыря, в том числе в скиту на Поркероле[3];
- женский Покровский монастырь — около 15 сестёр семи национальностей[17].